# 比波預天神社
比波預天神社（ひはよてんじんじゃ）は、静岡県伊東市宇佐美にある神社。

## 概要
宇佐美地区の北部、宇佐美漁港がある留田（とまた）地区に鎮座している。烏川（からすがわ）の北方、旧街道である東浦路（ひがしうらじ）沿いの山麓に所在している。
創建は不詳だが、式内社である加理波夜須多祁比波預命神社（かりはやすたけ ひはよのみことじんじゃ）に比定されているので、起源は古代に遡る。
10月中旬の例大祭では、神輿の海上渡御なども行われる。

## 祭神
- 加理波夜須多祁 比波預命（かりはやすたけ ひはよのみこと）石標に三島大神の王子とあり、社伝には三島湟咋耳神の長子とある。

## 文化財
- 本殿（附棟札2枚） - 市指定建造物[3]。

かつては境内にあるホルトの木が県指定の天然記念物だったが、長年の虫害による倒木によって2024年1月に指定解除された。

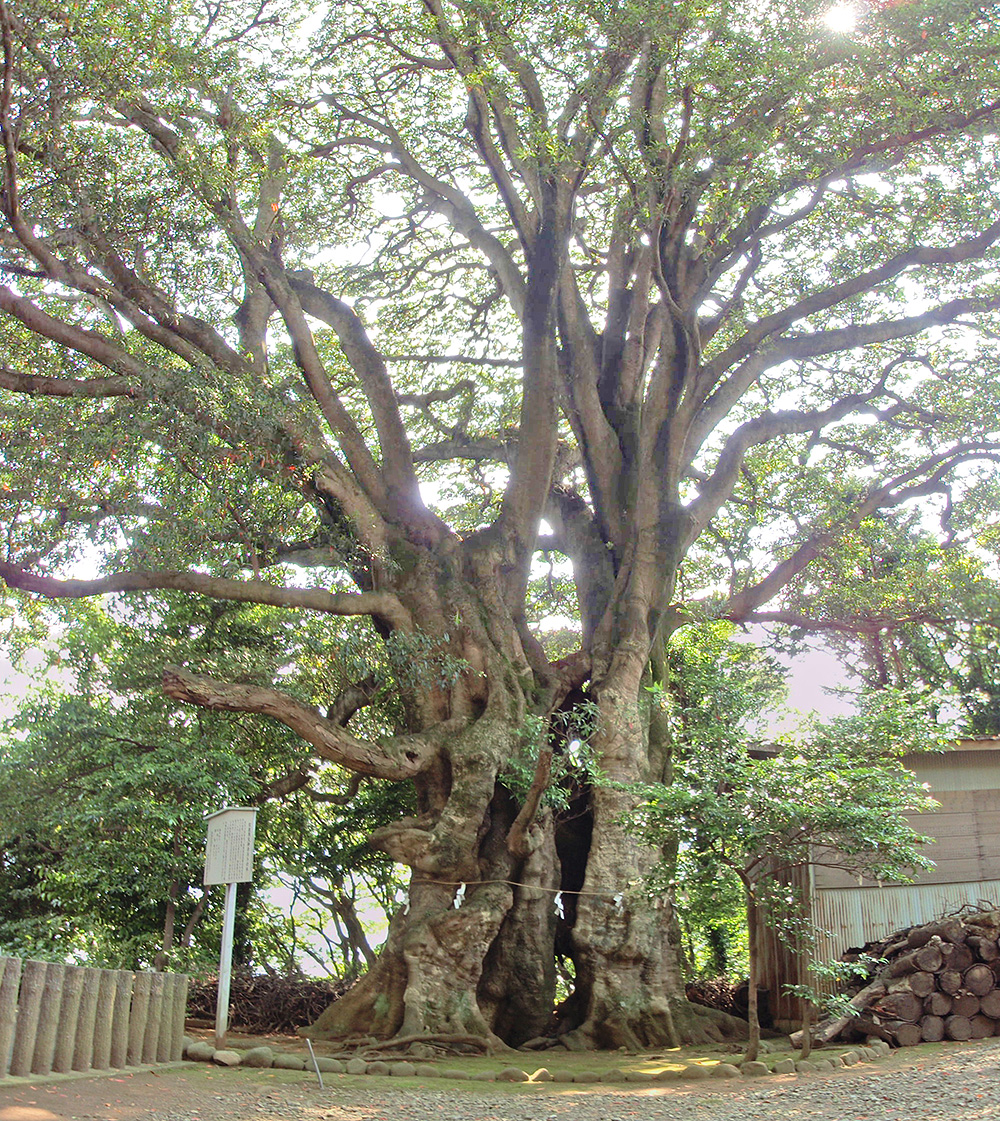
倒木前のホルトの木（2010年）